# Fuerte de Ramnagar
El fuerte de Ramnagar es una fortificación en Ramnagar, India. Se encuentra cerca del Ganges en su margen oriental, frente al ghat de Tulsi. La estructura de piedra arenisca fue construida en estilo mogol en 1750 por Kashi Naresh Maharaja Balwant Singh. El rey actual y residente del fuerte es Anant Narayan Singh, también conocido como el maharajá de Benarés, aunque este título real ha sido abolido desde 1971.

## Geografía

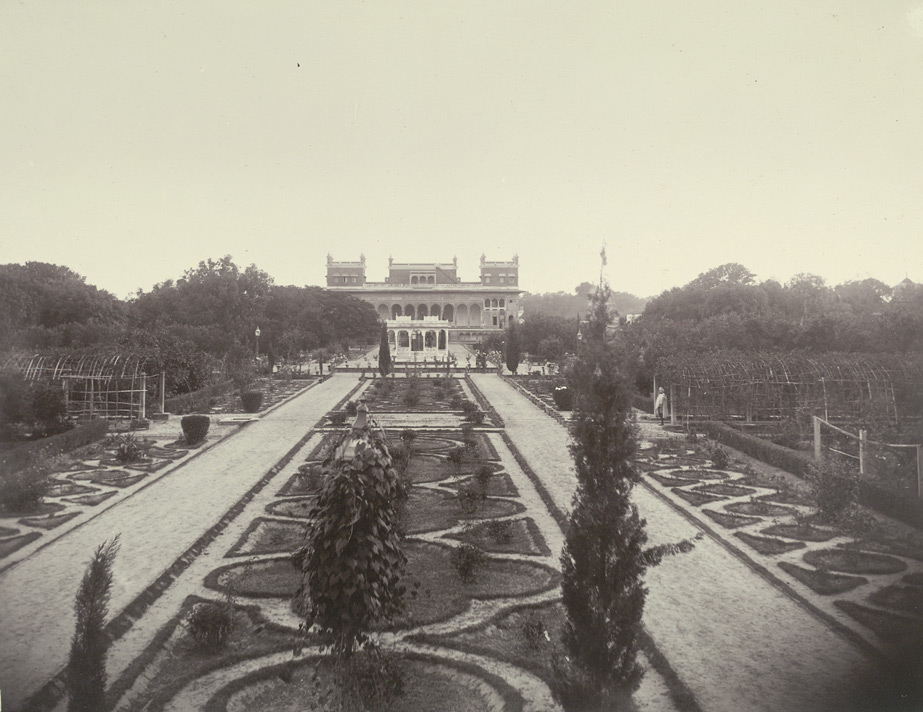
Rambagh Garden dentro del fuerte de Ramnagar, 1905.

El fuerte se encuentra en un lugar pintoresco en la margen derecha oriental del río Ganges, frente a los ghats de Benarés. Son 14 kilómetros (8,7 mi) de Varanasi y 2 kilómetros (1,2 mi) de la Universidad Hindú de Benarés por el puente Ramnagar recién construido. Con el puente construido, apenas se tardan 10 minutos en llegar al fuerte desde BHU. El viaje en barco hasta el fuerte desde Dashashwamedh Ghat en Varanasi dura aproximadamente una hora. Una barcaza estatal pintada con emblemas gemelos en forma de caballos se podía ver amarrada al embarcadero. Hay un jardín bien diseñado dentro del fuerte que forma el acceso al palacio.

## Historia
El fuerte de Ramnagar fue construido por Kashi Naresh Maharaja Balwant Singh en 1750. Las inscripciones en las murallas exteriores del fuerte datan del siglo XVII.

## Arquitectura
El edificio fue construido con piedra arenisca chunar de color crema. Está construido en el típico estilo de arquitectura mogola. También hay un templo Dakshin Mukhi de Hanuman, que mira hacia el sur.
El fuerte se ha construido en un terreno elevado, que está por encima del nivel de inundación. El fuerte tiene muchos balcones tallados, patios abiertos y pabellones. Solo una parte de la estructura está abierta al público, ya que el resto es la residencia de Kashi Naresh y su familia. La bandera del fuerte se iza cuando el maharajá reside en el fuerte de su palacio. Dentro del fuerte, el palacio tiene dos torres blancas, a las que se accede por un tramo de escaleras. Al final del tramo de escaleras, hay un arco y muchos patios que conducen a la torre blanca. La residencia privada del maharajá está a un lado de la torre, mientras que el Durbar Hall y las salas de recepción están al otro lado. Una inscripción en el muro del fuerte da fe de "Casa fortificada del rajá de Benarés, con su barco estatal".

## Museo

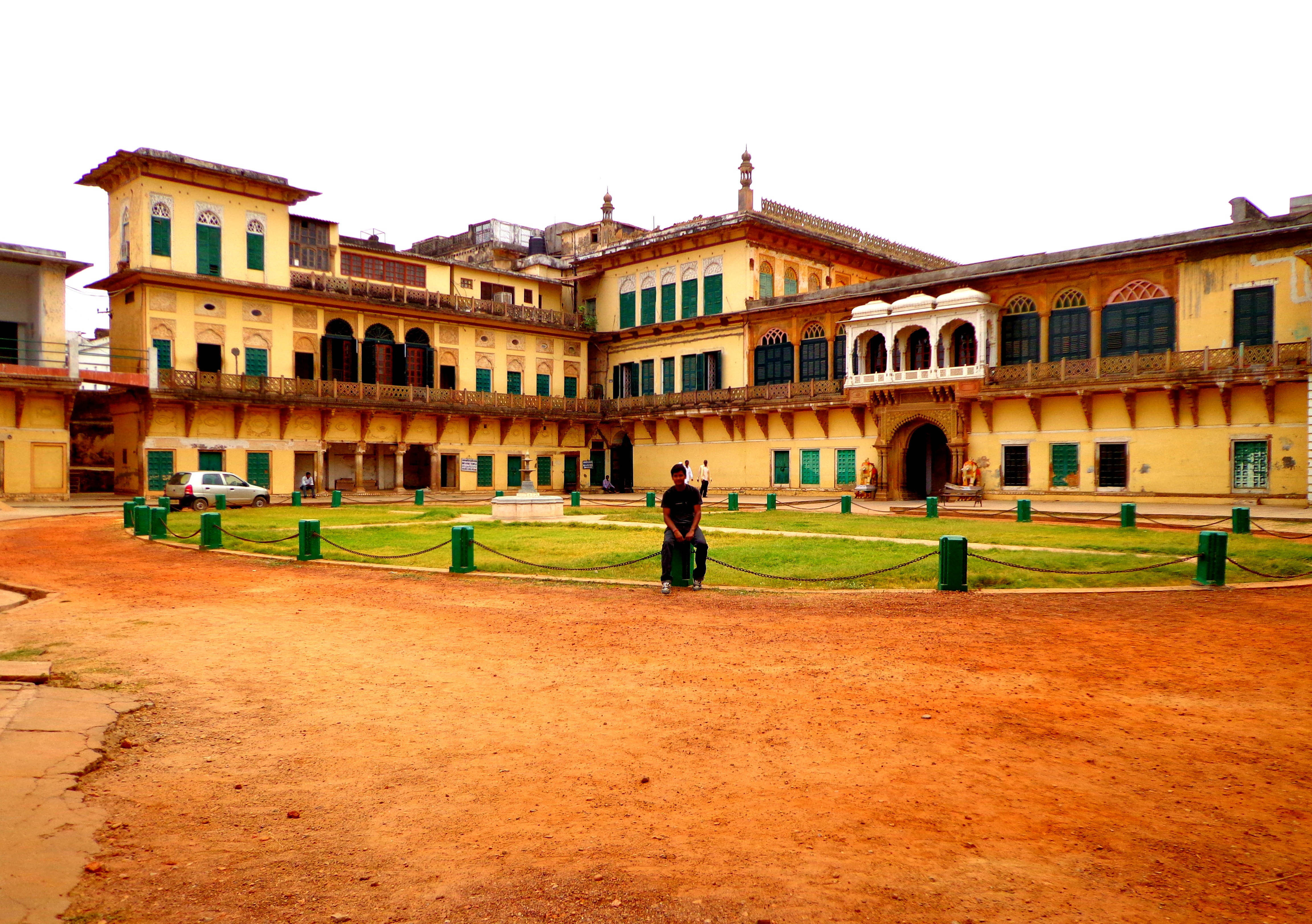
Fuerte de Ramnagar.

El museo se conoce como Saraswati Bhawan. El museo se encuentra en lo que solía ser el Salón Durbar o el Salón de Audiencias Públicas del fuerte. Es bien conocido por sus inusuales y raras colecciones de autos antiguos estadounidenses, literas enjoyadas, obras de marfil, trajes medievales, palakis reales brocados en oro y plata (palanquines en forma de flor de loto). Tiene monturas de elefante talladas en plata, joyas, trajes de seda kimkhwa (producto más fino de los tejedores de Benarés), una impresionante sala de armas con espadas, armas antiguas de África, Birmania y Japón. Las viejas mechas blindadas, narguiles adornados, dagas, retratos de maharajás, instrumentos musicales negros que se han vuelto blancos debido a la falta de mantenimiento y hay un raro reloj astronómico. Este reloj muestra no solo la hora sino también el año, el mes, la semana y el día, y los detalles astronómicos del Sol, la Luna y otros planetas. Además, los manuscritos, especialmente los escritos religiosos, se encuentran en el museo. Muchos libros ilustrados en el estilo de miniaturas mogolas también forman parte de las colecciones. Hay quinientas treinta y cinco ilustraciones que expresan la ética islámica, cada una con un borde decorativo con diseños florales ornamentados o cartuchos.

## Festivales

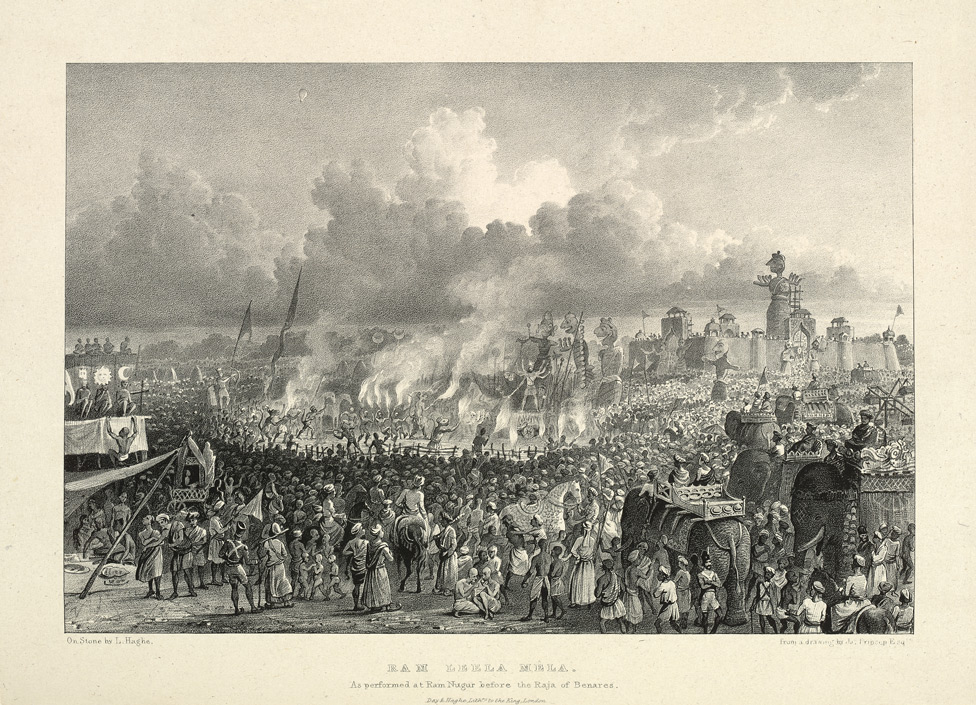
Ram Leela Mela. Realizado en Ram Nagar ante el Rajá de Benarés, 1834.

El palacio del fuerte parece muy vibrante y colorido cuando es beatificado durante el festival Ram Lila de un mes de duración, donde se representan diferentes episodios del Ramayana. En esta ocasión, se presenta un colorido desfile o procesión de la epopeya del Ramayana como parte de las celebraciones de Dussehra que se llevan a cabo en octubre según el calendario gregoriano, con la quema de la efigie de Ravana, el rey demonio, y sus asociados, lo que significa victoria. del bien sobre el mal. El festival también incluye una procesión de varias exhibiciones antiguas de posesiones reales. El maharajá continúa su tradición familiar de asistir al festival anual de teatro Ram Lila de un mes de duración que se celebra en las calles detrás del fuerte montando un elefante decorado a la cabeza de la procesión. En la antigüedad, el drama lo representaban los regimientos nativos y la historia épica de las escrituras del Ramayana se leía durante el festival de un mes. Otros festivales que se celebran en el fuerte son en el mes de Magh (enero y febrero) frente al templo Veda Vyasa donde los peregrinos visitan Ramnagar. En el mes de Phagun, (febrero y marzo) se lleva a cabo en el fuerte un festival llamado Raj Mangal con una procesión de botes con gente, bailando y cantando; comienza desde el ghat de Asi, va a lo largo del río frente al fuerte.